# New Hudson
New Hudson – miasto w Stanach Zjednoczonych, w stanie Nowy Jork, w hrabstwie Allegany.